# Томас Грогаард
Томас Грогаард (норв. Thomas Grøgaard, нар. 8 лютого 1994, Арендал, Норвегія) — норвезький футболіст, фланговий захисник клубу «Олесунн».

## Клубна кар'єра
Томас є вихованцем клубу «Одд». У середині 2012 року він підписав з клубом професійний контракт. Перший матч в основі Грогаард провів у серпні 2013 року проти «Молде». Першим забитим голом Томас відзначився влітку 2016 року у матчі кваліфікації Ліги Європи проти фінського «Марієгамн».
Домовленість про перехід до «Бранна» буда досягнута ще на початку 2018 року. Але фактично перехід Томаса до нового клубу відбувся лише в літнє трансферне вікно.
3 2 серпня 2021 року підписав контракт до кінця 2023 року з клубом Елітсерії «Стремсгодсет».
Сезон 2024 року Грогаард розпочав у клубі Другого дивізіону «Олесунн», з яким підписав однорічний контракт.

## Збірна
В період з 2013 по 2014 роки Томас Грогаард був основним гравцем молодіжної збірної Норвегії. 27 серпня 2014 року Томас Грогаард зіграв у складі національної збірної Норвегії у товариському поєдинку проти команди Об'єднаних Арабських Еміратів.